# Nhiệt nhôm

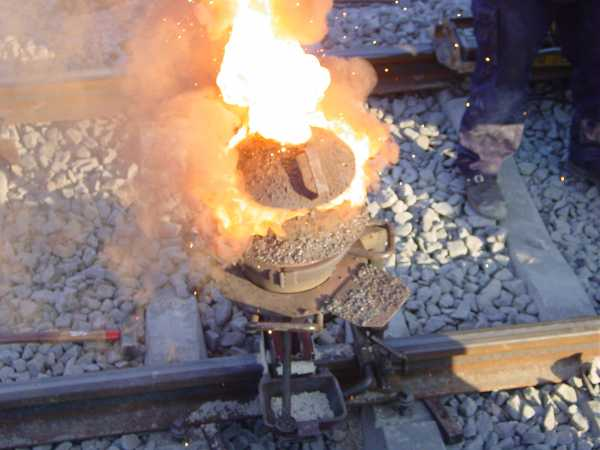
Hàn đường sắt bằng phản ứng nhiệt nhôm

Nhiệt nhôm là phản ứng hóa học tỏa nhiệt trong đó nhôm và một số kim loại mạnh là chất khử ở nhiệt độ cao. Tuy nhiên nhôm thường được sử dụng do nhiệt độ tỏa ra cao. Ví dụ nổi bật nhất là phản ứng nhiệt nhôm giữa oxide sắt III và nhôm:
Fe2O3 + 2 Al → 2 Fe + Al2O3
Gồm: 2 phần Fe2O3  và 8 phần Al
Một số phản ứng khác như:
3Mn3O4 + 8 Al = 4 Al2O3 + 9 Mn
Cr2O3 + 2 Al = Al2O3 + 2 Cr
Phản ứng này lần đầu tiên được sử dụng để khử oxide kim loại mà không sử dụng cacbon. Phản ứng này tỏa nhiệt rất cao:
2200 °C, nhưng nó có một năng lượng hoạt hóa cao do các liên kết giữa các nguyên tử trong chất rắn phải được phá vỡ trước.